# Enhydrocyon
Enhydrocyon è un genere estinto di mammiferi carnivori, appartenente ai canidi. Visse tra l'Oligocene medio e il Miocene inferiore (29-21 milioni di anni fa). I suoi resti fossili sono stati ritrovati in Nordamerica. È considerato il primo canide a divenire un carnivoro dominante nel suo ecosistema.

## Descrizione
Questo animale, di medie dimensioni, poteva raggiungere un peso di oltre 20 chilogrammi e l'altezza al garrese di circa 40 centimetri. In generale, la corporatura era più robusta e tarchiata di quella di un odierno sciacallo, con una testa più massiccia e zampe e collo più brevi. Il cranio era particolarmente corto, simile a quello di una lontra (da qui il nome Enhydrocyon, dal greco "cane-lontra") o a quello di un felino come il giaguaro. La dentatura era caratterizzata da premolari massicci, probabilmente in grado di frantumare ossa.

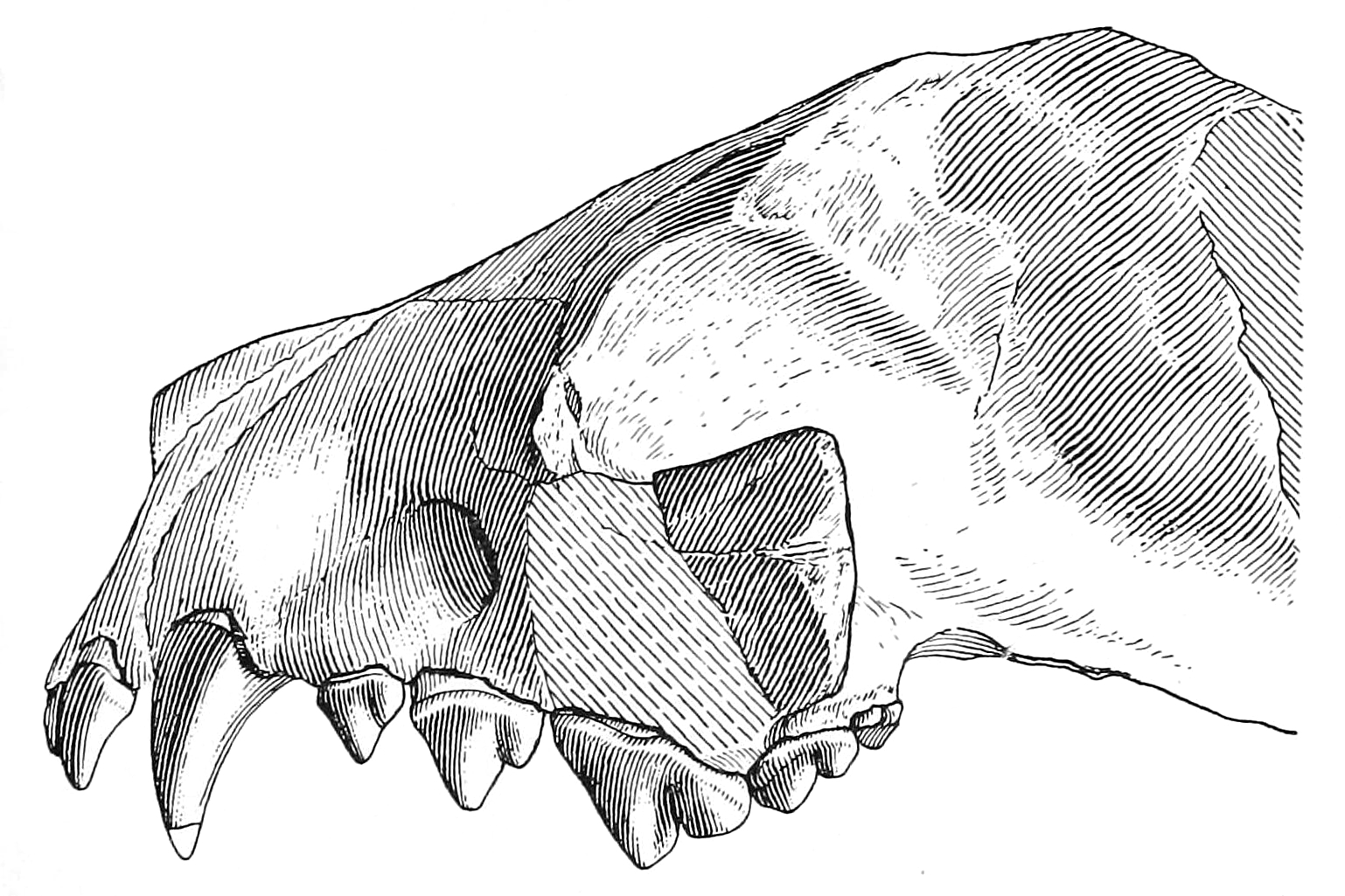
Parte anteriore del cranio di Enhydrocyon stenocephalus

## Classificazione
La specie tipo di Enhydrocyon (E. stenocephalus) fu descritta da Edward Drinker Cope nel 1879. Enhydrocyon è stato ascritto al gruppo degli esperocionini (Hesperocyoninae), una sottofamiglia di canidi primitivi, caratterizzati generalmente da piccole dimensioni. Tra questi, Enhydrocyon è una delle forme più specializzate e anticipa, in alcune caratteristiche i successivi borofagini (Borophaginae). Di questo genere sono note numerose specie oltre alla specie tipo. E. crassidens, in particolare, è nota principalmente per uno scheletro parziale ben conservato, ritrovato in Dakota del Sud. Altre specie sono E. pahinsintewakpa e il grande E. basilatus.

## Paleoecologia
Questo genere comprende i primi canidi a poter essere considerati i carnivori dominanti del loro ecosistema, a causa della taglia notevole (rispetto a quella degli altri carnivori) e della struttura cranica e dentaria robusta. I denti premolari, in particolare, sembrano essere stati in grado di frantumare le ossa per poter permettere all'animale di raggiungere il midollo nutritivo all'interno.